# Il grande consolatore
Il grande consolatore (Великий утешитель) è un film del 1933 diretto da Lev Vladimirovič Kulešov.